# 畠山直宗
畠山 直宗（はたけやま ただむね）は、南北朝時代の武士。通称は大蔵少輔、四郎太郎。

## 生涯
畠山時国の弟・義生を祖とする美濃畠山氏の出身。父は畠山宗国（むねくに）。叔父に南九州において一時的に勢力を誇った、日向国守護の畠山直顕がいる。
史料における初見は、興国5年/康永3年（1344年）5月17日の、足利尊氏の弟・足利直義の今熊野参詣行列の供奉人の中に見られる「畠山大蔵少輔」である。詳しい事跡については不明な部分が多いが、のちの活動（後述参照）からして直義の側近であったとされ、また諱（名前）の「直」の字も直義から偏諱を受けたものとされる。叔父の直顕（初名義顕）も同様であったとされる。
室町幕府は将軍尊氏と直義の二元体制で運営されていたが、やがて尊氏の執事高師直・師泰兄弟と直義の対立が顕在化してくる。正平4年/貞和5年（1349年）、直宗は上杉重能と共に讒言し、師直の執事職を解任させることに成功した。しかし、その直後に師直らはクーデターを起こして巻き返しを図ったために、逆に直義が失脚してしまう。古典「太平記」によると、直宗は重能や禅僧妙吉と共謀して師直らの暗殺計画を企てたが、謀議は暗殺直前に漏れて師直は虎口を脱した。やがて師直方に捕縛された直宗と重能は所領を奪われた上で越前国江守に配流され、同年12月、配流先で師直の密命を受けた越前守護代・八木光勝の奸計に填められ家族・主従53名は共に自害した。これが観応の擾乱の発端となる。尚、このことを記している洞院公賢の日記『園太暦』には、重能の名は明記されているのに対し、直宗については「畠山大蔵少輔某」と記すのみであり、あまり知られた人物ではなかったようである。この最期については「直義の側近中の側近でありながら、独自の軍事力を持たず、叔父などとの連携もならないまま、あっけない最期を遂げた。」との評価もある。
正平6年/観応2年（1351年）2月、南朝に属した直義の軍勢に敗れた師直ら高氏一族は摂津国武庫川付近で上杉能憲（重能の養子）の手勢により殺害されるが、討手の中には直宗の遺臣も含まれていたとされる。